# Petchenijyn
Petchenijny (en ukrainien : Печеніжин ; en russe : Печенежин, Petchenejine ; en polonais : Peczeniżyn) est une commune urbaine de l'oblast d'Ivano-Frankivsk, en Ukraine. Sa population s'élevait à 5 000 habitants.

## Géographie
Petchenijny se trouve au pied des Carpates, dans la région historique de Pocoutie. Elle est arrosée par la rivière Sopivka (Сопівка), un affluent du Prout. Elle se trouve à 47 km au sud-est d'Ivano-Frankivsk, la capitale administrative de l'oblast, et à 11 km — 16 km par la route — à l'ouest de Kolomyia, le centre administratif du raïon dont elle fait partie.

## Histoire
La première mention de Petchenijny dans un document écrit remonte à l'année 1443. Elle fit partie de la Galicie autrichienne de 1774 à 1918 et fut un chef-lieu de district de 1854 à 1867, puis à nouveau de 1898 à 1918. Un bureau de poste fut ouvert en 1868, au nom de Peczyniczyn. 
En 1886, elle fut reliée à Kolomea par un chemin de fer à voie étroite. Petchenijny comptait 7 000 habitants en 1913, dont 4 100 Ruthènes, 2 300 Juifs et 600 Polonais. Elle devint polonaise sous le nom de Peczeniżyn après la guerre soviéto-polonaise et la paix de Riga en 1921. 
Après la signature du Pacte germano-soviétique, elle fut brièvement rattachée à l'Union soviétique, comme toute la région, et élevée au statut de commune urbaine.
Pendant la Seconde Guerre mondiale, Petchenijny fut occupée par l'Allemagne nazie du 1er juillet 1941 à l'été 1944. Une grande partie de la population était juive avant-guerre mais en avril 1942, les Juifs de la ville sont déportés au camp d'extermination de Bełżec. Après la guerre, elle redevint soviétique et fut rattachée à la république socialiste soviétique d'Ukraine. 
Depuis 1991, elle fait partie de l'Ukraine indépendante.

## Population
Recensements (*) ou estimations de la population :
| 1959* | 1970* | 1979* | 1989* | 2001* | 2011  | 2012  |
| ----- | ----- | ----- | ----- | ----- | ----- | ----- |
| 4 705 | 5 015 | 5 376 | 5 473 | 5 324 | 5 259 | 5 292 |

| 2013  | 2014  | 2015  | 2016  | 2017  | 2018  | 2019  |
| ----- | ----- | ----- | ----- | ----- | ----- | ----- |
| 5 327 | 5 342 | 5 352 | 5 313 | 5 313 | 5 291 | 5 253 |

| 2021  | - | - | - | - | - | - |
| ----- | - | - | - | - | - | - |
| 5 240 | - | - | - | - | - | - |

## Personnalité
- Oleksa Dovbouch (1700-1745), héros local, sorte de « Robin des Bois » ukrainien.